# John Fogarty (rugby à XV, 1977)
Pour les articles homonymes, voir John Fogarty.
Pas d'image ? Cliquez ici

a Compétitions nationales et continentales officielles uniquement.

b Matchs officiels uniquement.
Dernière mise à jour le 31 octobre 2011.
John Fogarty, né le 18 octobre 1977 à Cork, est un joueur irlandais de rugby à XV qui évolue au poste de talonneur. Il compte une sélection internationale avec l'équipe d'Irlande.

## Biographie
John Fogarty joue successivement avec la province du Munster jusqu'en 2003, du Connacht de 2003 à 2008 et du Leinster depuis 2008.
Il obtient sa première cape sous le maillot irlandais le 3 juin 2006 avec l'équipe d'Irlande A, réserve de l'équipe nationale, à l’occasion d’un test match contre l'équipe des États-Unis. Il obtient ensuite sa première cape internationale, qui sera son unique sélection, avec l'équipe d'Irlande le 12 juin 2010 contre la Nouvelle-Zélande.
Il a un frère plus jeune Denis qui a été champion d’Europe avec le Munster.

## Palmarès
- Vainqueur de la coupe d'Europe en 2009
- Finaliste de la Celtic League en 2010

## Statistiques en équipe nationale
- 1 sélection
- Sélections par année : 1 en 2010
- Tournoi des Six Nations disputés : aucun